# أندوريان
أندوريان هم جنس خيالي هيومانويد خارج كوكب الأرض ظهروا في سلسلة ستار تريك، تم ابتكار الأندوريان من قبل دوروثي فونتانا. من السمات التي يتميز بها الأندوريان البشرة الزرقاء، زوج من قرون الاستشعار في الجمجمة والشعر الأبيض.